# 윈도우 서버 2022
윈도우 서버 2022(Windows Server 2022)는 마이크로소프트가 개발한 윈도우 서버 운영 체제의 최신 주요 릴리스이다. 2021년 3월 2일부터 2021년 3월 4일까지 마이크로소프트의 이그나이트 행사에서 발표되었다. 2021년 8월 18일 출시되었으며 윈도우 서버 2019의 뒤를 잇는다.

## 역사
2021년 2월 22일, 마이크로소프트는 윈도우 서버 2022가 3월 2일에 출시될 것이라고 발표했다.
2021년 3월 3일, 마이크로소프트는 윈도우 서버 2022가 윈도우 업데이트에 대한 프리뷰 빌드로 출시될 것이라고 발표했다.
2021년 9월, 마이크로소프트는 SQL 서버 2022의 출시가 2022년 3월로 예정되어 있다고 발표했다.

## 기능
윈도우 서버 2022에는 다음과 같은 기능이 있다.

### 보안
- TPM 2.0[4]
- 보안 코어 서버, 자격 증명 가드 및 HVCI[5]

### 보관소
- 스토리지 마이그레이션 서비스
- SMB 압축
- 스토리지 보안 및 성능

### 구름
- Azure 하이브리드 기능

### 참조주
1. ↑  DocsPreview. “Windows Server release information”. 《docs.microsoft.com》 (미국 영어). 2022년 1월 12일에 확인함.
2. ↑  “10 New Things in Windows Server 2022 to Know”. 《Geekflare》 (미국 영어). 2021년 11월 11일. 2022년 1월 12일에 확인함.
3. ↑  dknappettmsft. “What's new in Windows Server 2022”. 《docs.microsoft.com》 (미국 영어). 2022년 1월 12일에 확인함.
4. ↑  https://cloudblogs.microsoft.com/windowsserver/2021/03/02/announcing-windows-server-2022-now-in-preview/
5. ↑  https://techcommunity.microsoft.com/t5/security-compliance-and-identity/protect-your-infrastructure-with-secured-core-server/ba-p/2176002

## 같이 보기
- 윈도우 10
- 마이크로소프트 윈도우
- 윈도우 서버